# Marathon van Barcelona 2000
De marathon van Barcelona 2000 (ook wel Catalunya Barcelona) werd gehouden op zondag 19 maart 2000 in Barcelona. Het was de 23e editie van deze marathon.
Bij de mannen werd de wedstrijd gewonnen door de Keniaan William Musyoki in 2:12.18. In de eindsprint naar de finish bleef hij zijn landgenoot Benjamin Matolo één seconde voor. Bij de vrouwen wist de Spaanse Griselda Gonzalez de wedstrijd te winnen in 2:31.12.
In totaal finishten 2532 deelnemers de wedstrijd, waarvan 2375 mannen en 157 vrouwen.

## Uitslagen

### Mannen
| rang   | naam               | land | tijd    |
| ------ | ------------------ | ---- | ------- |
| Goud   | William Musyoki    | KEN  | 2:12.18 |
| Zilver | Benjamin Matolo    | KEN  | 2:12.19 |
| Brons  | Willy Cheruiyot    | KEN  | 2:12.26 |
| 4      | Aleksandr Andropov | RUS  | 2:15.30 |
| 5      | Daniel Kipcheru    | KEN  | 2:16.02 |
| 6      | Geoffrey Letting   | KEN  | 2:16.46 |
| 7      | Nicolas Kioko      | KEN  | 2:18.33 |
| 8      | Luis Carlos Ramos  | BRA  | 2:19.22 |
| 10     | Oscar Amaya        | ARG  | 2:25.51 |

### Vrouwen
| rang   | naam              | land | tijd    |
| ------ | ----------------- | ---- | ------- |
| Goud   | Griselda Gonzalez | ESP  | 2:31.12 |
| Zilver | Marlene Cruz      | BRA  | 2:33.35 |
| Brons  | Galina Zhulyeva   | UKR  | 2:34.35 |
| 4      | Luciene Soares    | BRA  | 2:35.18 |
| 5      | Eva Sanz          | ESP  | 2:38.12 |
| 6      | Joanna Chmiel     | POL  | 2:39.09 |
| 7      | Susanne Johansson | SWE  | 2:42.10 |
| 8      | Marietta Kiio     | KEN  | 2:44.10 |
| 9      | Elena Deryabina   | RUS  | 2:48.05 |
| 10     | Ewa Fliegert      | POL  | 2:53.26 |

1978 ·
1979 ·
1980 ·
1981 ·
1981 ·
1983 ·
1984 ·
1985 ·
1986 ·
1987 ·
1988 ·
1989 ·
1990 ·
1991 ·
1992 ·
1993 ·
1994 ·
1995 ·
1996 ·
1997 ·
1998 ·
1999 ·
2000 ·
2001 ·
2002 ·
2003 ·
2004 ·
2005 ·
2006 ·
2007 ·
2008 ·
2009 ·
2010 ·
2011 ·
2012 ·
2013 ·
2014 ·
2015 ·
2016 ·
2017 ·
2018 ·
2019 ·
2020 ·
2021 ·
2022 ·
2023 ·
2024